# Lucien Quélet
Lucien Quélet (Montécheroux, 14 de julio de 1832-Hérimoncourt, 25 de agosto de 1899) fue un micólogo, briólogo y naturalista francés, que descubrió varias especies y fue el fundador de la Sociedad micológica de Francia, una sociedad dedicada a los estudios micológicos.
Quélet, originario de Montécheroux, Doubs, hijo de un agricultor, pronto fue huérfano, y pasó su infancia criado por sus tías. En su juventud, mostró un gran interés por la pintura, el latín, la geología, la micología y la botánica en general, y también en temas tales como ornitología y en malacología, el estudio de los moluscos. Bajo la influencia de sus tíos, pastores protestantes y "micófilos", desarrolló una pasión desde el principio por los hongos.
Concurrió al collège Montbéliard, y luego estudió medicina en Estrasburgo.
En 1884, fue uno de los fundadores de la sociedad micológica conocida como "Société mycologique de France", de la cual fue su primer presidente.
En 1888, Quélet escribió el libro: Flore mycologique de la France et des pays limitrophes (Flora micológica de Francia y de países vecinos).
Quélet describió varias especies durante sus estudios micológicos, como:
- Agaricus bitorquis
- Amanita aspera
- Bondarzewia montana
- Clavariadelphus truncatus
- Collybia cirrhata
- Lepiota aspera
- Lepiota castanea[2]
- Russula amethystina
- Tricholoma pardinum

Quélet también clasificó asociado con Gustav Karl Wilhelm Hermann Karsten y con Paul Kummer, en cuanto a su realización de sus estudios y en sus habilidades de investigación micológica, así como por el número de nuevas especies fue capaz de encontrar. Gran parte del trabajo de Quelet demuestra útil aún hoy, y muchos de los nombres dados a algunos de los hongos más comunes se puede remontar al trabajo de Quelet.
Durante los últimos años de su vida, Quelet amplió su campo de estudio, tal vez debido a su excentricidad, y empezó a tener nuevos intereses en algunas de las cosas que le fascinaron en su juventud, como la ornitología y malacología, entre otros. En 1899, a los sesenta y siete años, Lucien Quélet falleció.

## Algunas publicaciones
- 1869: « Catalogue des mousses, sphaignes et hépatiques du Pays de Montbéliard», Mémoires de la Société d'émulation de Montbéliard, V (2.ª Serie):43-332 (1.er Supplément: 317-321), pl. I-XXIII + Ipl. double, col.
- 1873: - Les Champignons du Jura et des Vosges (2.ª parte). Mém. de la Soc. d’Emul. de Montbéliard V (2.ª Serie): 333-427 (2º suplemento: 338-360), pl. I-V, col.
- 1873: - Les Champignons du Jura et des Vosges (1.ª & 2.ª Partes + 1.er & 2º suplementos). 424 pp. 24 + 5 pl.col. París & Montbéliard
- 1870-1875: « Les Champignons de Jura et des Vosges». Obra dedicada a Elias Fries, ilustrada de bellas planchas en coulores del autor. Publicado en tres tomos en las Mémoires de la Société d'émulation de Montbéliard. Fue completada por veintidós suplementps, aparecidos de 1875 a 1902 con la colaboración de Frédéric Bataille (1850-1946) con las monografías de los principales géneros. Total 438 pp. y 37 pl. coul.
- 1878: L. Quélet et M.C. Cooke] - « Clavis Synoptica Hymenomycetum europaearum». 240 pp. Londres. R.M. I:139. 1879
- 1879: - « Champignons récemment observés en Normandie, aux environs de Paris et de La Rochelle, en Alsace, en Suisse et dans les montagnes du Jura et des Vosges». suppl. 9., Bull. Soc. Amis Sc. Nat. Rouen, serie II, 15 pp. 151-184, 195 + pl. i-iii. [reimpreso en 1880, 1-35]
- 1884: - « Aperçu des qualités utiles ou nuisibles des champignons.» 22 pp. Bordeaux. [extr. des Mém. de la Soc. des Sc. phys. et nat. de Bordeaux]
- 1886: - « Enchiridion fungorum in Europa Media et præsertim in Gallia vigentium» (Manual de Setas encontradas en Europa Central, y particularmente en Francia), 352 pp. Uno de los dos libros en los que explica su sistema de clasificación
- 1888: - « Flore mycologique de la France et des pays limitrophes», 492 pp. París, Octave Doin éd. Este segundo libro esboza su clasificación y es la fuente de la mayoría de los nombres de los géneros, incluyendo Polyporaceae
- 1891: Quélet, L. & Contejean, Charles - « Enumération des plantes phanérogames de Montbéliard»
- 1902: Quélet, L. & Bataille, F. - « Flore monographique des Amanites et des Lépiotes», 88 pp.

## Honores

### Epónimos
género
- Queletia Fr.

especies
- Polyporus queletianus
- Russula queletiana
- Russula queletii
- Boletus queletii
- Helvella queletiana
- Tuber queletianum

subespecies
- Boletus rutilus var. queletii
- Lactarius bertillonii var. queletii
- Lentinellus bisus f. queletii
- Russula drimeia var. queletii
- Inocybe eutheles var. queletii
- Hohenbuehelia (Geopetalum) geogenia var. queletii
- Lepiota gracilenta var. queletii
- Boletus luridus var. queletiformis

- La abreviatura «Quél.» se emplea para indicar a Lucien Quélet como autoridad en la descripción y clasificación científica de los vegetales.[3]